# Bagnoli di Sopra spumante
Le Bagnoli di Sopra spumante est un vin effervescent blanc italien  de la région Vénétie doté d'une appellation DOC depuis le 16 août 1995. Seuls ont droit à la DOC les raisins récoltés à l'intérieur de l'aire de production définie par le décret. 

## Aire de production
Les vignobles autorisés se situent en province de Padoue dans les communes de Agna, Arre, Bagnoli di Sopra, Battaglia Terme, Bovolenta, Candiana, Due Carrare, Cartura, Conselve, Monselice, Pernumia, San Pietro Viminario, Terrassa Padovana et Tribano. Le vignoble Colli Euganei est à quelques kilomètres.

## Caractéristiques organoleptiques
- couleur : jaune paille plus ou moins intense
- odeur : vineux, caractéristique, agréablement parfumé
- saveur : sec ou demi-sec, fine, velouté, harmonique.

Le Bagnoli di Sopra spumante se déguste à une température de 8 à 10 °C et il se gardera 1 – 2 ans.

## Production
Province, saison, volume en hectolitres :
- Padoue  (1995/96)  77,0
- Padoue  (1996/97)  133,0